# Leptotila megalura
Leptotila megalura е вид птица от семейство Гълъбови (Columbidae).

## Разпространение
Видът е разпространен в Аржентина и Боливия.